# Deersville
Deersville är en by (village) i Harrison County i Ohio. Vid 2010 års folkräkning hade Deersville 79 invånare.